# Il ragazzo della porta accanto (film 2008)
Il ragazzo della porta accanto (The Boy Next Door) è un film per la televisione del 2008 diretto da Neill Fearnley.

## Trama
Sara Wylde, famosa scrittrice di gialli in crisi per il divorzio con il marito, si reca in villeggiatura a Christina Lake per trovare l'ispirazione per il suo nuovo romanzo. Qui rimane affascinata dal giovane e ricco vicino di casa Michael Ellory e comincia a fotografarlo di nascosto per basare su di lui un personaggio. Quando Michael viene trovato morto sulla riva del lago, Sara diventa la prima sospettata: per scagionarsi inizia a indagare, scoprendo alla fine il vero colpevole.